# جمعة الشوان
أحمد محمد عبد الرحمن الهوان وشهرته جمعة الشوّان (6 أغسطس 1939 - 1 نوفمبر 2011)، عميل مزدوج لجهاز المخابرات العامة المصرية بعد نكسة 1967 . يعتبر من أهم العملاء الذين شهدهم صراع المخابرات المصري الإسرائيلي. برز دوره من خلال مسلسل دموع في عيون وقحة باسم جمعة الشوان من إنتاج التلفزيون المصري ومن بطولة النجم عادل امام.

## نشأته
ولد وتربّى ونشأ بمدينة السويس والتي اضطر إلى الهجرة منها هو وعائلته أمه وأخوه وزوجته بعد نكسة يونيو 1967 وهناك فقدت زوجته نظرها نتيجة للقصف الإسرائيلي وتدمير لنش صغير ملكا للشوان.

## اليونان والموساد
حاول العمل في القاهرة في السوق السوداء عن طريق بيع المواد التموينية والتي كان محظور التجارة فيها لظروف البلد الاقتصادية السيئة حتى انغلقت كل الأبواب في وجه فاضطر إلى السفر إلى اليونان لمقابلة رجل أعمال هناك ذكر في المسلسل باسم باندانيدس وهو يملك العديد من سفن الشحن ويدين للشوان بحوالي 2000 جنيه ولكنه لم يكن موجود في اليونان كخطة من الموساد كي يعاني الشوان ويوافق على أي شيء وفي اليونان قابل الشوان الريس زكريا (هو اللواء عبد السلام المحجوب محافظ الإسكندرية الأسبق) بالمخابرات العامة وحاول إقناعه بالعودة ولكن الشوان لم يستمع له.
وبعد مرور الوقت قرر الشوان العودة إلى مصر لولا أنه عرف أن باندانيدس قد عاد وذهب لزيارته وهناك قام بندانيدس بإعطائه عمل على إحدى سفنه والذاهبة إلى بريستون بإنجلترا.
وهناك تعرف على جوجو الفتاة اليهودية والتي أحبها وأغرته للعمل معها وطبعا كان ذلك تخطيطا من الموساد، بعد سفر السفينة التي كان يعمل عليها لم يكن أمامه سوى العمل بالشركة التي يملكها والد جوجو وبها قابله أحد رجال الموساد على أنه سوري واسمه أبو داود (في الحقيقة شمعون بيريز رئيس إسرائيل ورئيس وزرائها فيما بعد) يعمل بالشركة وطلب منه أن يعود إلى مصر ويجمع بعض المعلومات عن السفن الموجودة بالقناة.
وعندما عاد الشوان إلى مصر قام بفتح محل بقالة لبيع المواد الغذائية وأخذ يجمع المعلومات التي طلبت منه ولكن الشك في قلبه أخذ في التزايد فذهب إلى مقر المخابرات العامة المصرية وهناك التقى بالضابط عبد السلام المحجوب والذي عرفه بالريس زكريا وحكى له بكل ما لاقاه، وهنا قرر التعاون مع المخابرات المصرية لتلقين الموساد درساً.

## عمله مع المخابرات
وبدأ تعاون الشوان مع الإسرائيليين ومعرفة ما يريدونه وأخبارهم بما يريده المصريين مما جعله جاسوسا هاما بالنسبة للإسرائيليين، وبعد حرب أكتوبر المجيدة زادت حاجتهم إلى الشوان وسرعة إرسال المعلومات ولذلك قرروا إعطائه أحدث أجهزة الإرسال في العالم والذي كان أحدها بالفعل موجود بمصر ولم تستطع المخابرات في القبض على حامله وهنا قرر الشوان الذهاب إلى إسرائيل للحصول على الجهاز وهناك قاموا بعرضه على جهاز كشف الكذب والذي تدرب عليه جيدا مما جعله ينجح في خداعهم جميعا ليحصل على أصغر جهاز إرسال تم اختراعه في ذلك الوقت ليكون جاسوسا دائما في مصر. بمجرد وصوله إلى أرض مصر وفي الميعاد المحدد للإرسال قام بإرسال رسالة موجهه من المخابرات المصرية إلى الموساد يشكرهم فيها على الحصول على جهاز الإرسال. وهنا انتهت مهمة أحمد الشوان.
وقد قام الموساد بمحاولة القضاء على جوجو التي وقعت في حب الشوان بجرعة زائدة من المخدرات ولكنها لم تمت ومن هنا قررت الانتقام فساعدت المخابرات المصرية على تأمين الشوان بإسرائيل والاتصال به في الوقت المناسب. وقد أتت جوجو لمصر وأسلمت وسمت نفسها فاطمة وقامت المخابرات المصرية بتمويل عملية زوجة الهوان في مصر على يد طبيب أجنبي متخصص كان في زيارة لمصر للقيام بعدد من العمليات الجراحية وقد نجحت العملية يوم العبور الكبير في السادس من أكتوبر عام 1973 وقد عاش الشوان حاليا في منطقة المهندسين بالقاهرة وبالتحديد في شارع الرشيد المتفرع من شارع أحمد عرابي.

## موقفه السياسي
تفاعل الشوان مع مطالب الجمعية الوطنية للتغيير لمؤسسها محمد البرادعي وقام بالتوقيع على بيان «معا سنغير» قائلا:
| جمعة الشوان | أي إنسان عاقل لن يرفض التضامن والتوقيع على الحق ولهذا؛ أنضم لمطالب التغيير لأنني مواطنًا مصريًا أريد العيش في أمان. | جمعة الشوان |

كما طالب الشباب المصري بالابتعاد عن ثقافة الخوف قائلاً: 
| جمعة الشوان | 80% من الشعب المصري مش لاقي يأكل، ولكن لا زال لدينا أمل في هذا الجيل من الشباب. | جمعة الشوان |

وفي برنامج تليفزيوني، أكّد شقيقه أن الشوان قد شارك في أحداث ثورة 25 يناير ونزل إلى ميدان التحرير.
أعرب عن تأييده للتيار الإسلامي في الانتخابات التي جرت في عامي 2011 و 2012 وقد أيّد كذلك المرشح الرئاسي السابق حازم صلاح أبو إسماعيل في تسجيل نشر على شبكة الإنترنت.

## وفاته
توفي أحمد الهوان في يوم 1 نوفمبر 2011م الموافق 5 من ذي الحجة 1432 هـ في مستشفى وادي النيل بالقاهرة عن عمر يناهز 72 عاماً بعد صراع طويل المرض. أديت عليه صلاة الجنازة عقب صلاة الظهر يوم 2 نوفمبر 2011 في مسجد الوفاء بمنطقة حدائق القبة وأُقيم العزاء بمسجد عمر مكرم بالقاهرة.

## وصلات خارجية
- قصة جاسوس: جمعة الشوان، برنامج زيارة خاصة، قناة الجزيرة، 13 ديسمبر 2002م